# KK Split
Der KK Split ist ein Basketballverein aus der kroatischen Küstenstadt Split.

## Geschichte
Der KK Split ist einer der erfolgreichsten Basketballvereine Europas. Der Verein, der Ende der 1980er-Jahre unter dem Namen „Jugoplastika“ Split zwei Mal und  einmal unter dem Namen Pop 84 Split nacheinander somit 3 Mal den Europapokal der Landesmeister gewann, was sonst nur ASK Riga in den Anfangsjahren des Wettbewerbs gelang, spielt sowohl in der kroatischen ersten Liga als auch in der NLB-Liga.
Siehe auch: Basketball in Kroatien

## Namensänderungen
Der KK Split spielte in der Vergangenheit auch unter den Sponsorennamen Jugoplastika Split, Pop 84 und KK Croatia Osiguranje Split.

## Erfolge
Folgende Erfolge konnte man erringen:
- Europapokal der Landesmeister: 1989, 1990, 1991.
- Gewinner Korać-Cup 1976, 1977
- Nationaler Meister Kroatien 2003
- Kroatischer Pokalsieger 1992, 1993, 1994, 1997, 2004, 2025
- Gewinner der jugoslawischen Meisterschaft 1971, 1977, 1988, 1989, 1990, 1991
- Gewinner jugoslawischer Pokal 1972, 1974, 1977, 1990, 1991

## Bekannte Spieler
Zu den bekanntesten Spielern in der Geschichte des Vereines gehören einige europa- bzw. weltweit bekannte Spieler, darunter Toni Kukoč, Dino Rađa, Žan Tabak (alle Spieler der NBA) und auch Zoran Savić, Nikola Vujčić, Petar Skansi, Rato Tvrdić, Željko Jerkov, Duje Krstulović, Damir Šolman, Ivica Dukan, Željko Poljak, Velimir Perasović, Duško Ivanović, Jure Zdovc, Luka Pavićević, Zoran Sretenović und Roko Leni Ukić. Dino Rađa war nach dem Ende seiner aktiven Karriere auch einige Zeit Präsident des Vereins.

## Bekannte Trainer
Zu den bekanntesten Trainern in der Geschichte des Vereines gehören folgende europa- und weltweit bekannte Trainer: Branko Radović, Krešimir Ćosić, Zoran Slavnić, Božidar Maljković, Željko Pavličević, Vlado Vanjak, Nikša Bavčević sowie die ehemaligen Spieler Petar Skansi und Velimir Perasović.